# Yekaterina Podkopayeva
Yekaterina Podkopayeva, née le 11 juin 1952 à Moscou, est une ancienne athlète, spécialiste du courses de demi-fond, russe qui a également représenté l'Union soviétique.
En 1983, elle obtint deux médailles de bronze aux championnats du monde d'Helsinki sur 800 et 1 500 m. La même année elle a couru un 800 m en 1 min 55 s 96. Elle réapparut en 1992, remportant les championnats d'Europe en salle et terminant huitième aux Jeux olympiques. Elle obtint de nouveaux titres jusqu'à sa retraite sportive en 1998.

## Palmarès

### Jeux olympiques
- Jeux olympiques de 1992 à Barcelone ( Espagne)
  - 8e sur 1 500 m

### Championnats du monde d'athlétisme
- Championnats du monde d'athlétisme de 1983 à Helsinki ( Finlande)
  -  Médaille de bronze sur 800 m
  -  Médaille de bronze sur 1 500 m

### Championnats du monde d'athlétisme en salle
- Championnats du monde d'athlétisme en salle de 1993 à Toronto ( Canada)
  -  Médaille d'or sur 1 500 m
- Championnats du monde d'athlétisme en salle de 1997 à Paris ( France)
  -  Médaille d'or sur 1 500 m

### Championnats d'Europe d'athlétisme
- Championnats d'Europe d'athlétisme de 1994 à Helsinki ( Finlande)
  -  Médaille de bronze sur 1 500 m

### Championnats d'Europe d'athlétisme en salle
- Championnats d'Europe d'athlétisme en salle de 1992 à Gênes ( Italie)
  -  Médaille d'or sur 1 500 m
- Championnats d'Europe d'athlétisme en salle de 1994 à Paris ( France)
  -  Médaille d'or sur 1 500 m
- Championnats d'Europe d'athlétisme en salle de 1996 à Stockholm ( Suède)
  -  Médaille d'argent sur 1 500 m